# Rodelinda (opera)
Rodelinda, Regina de' Longobardi (o più semplicemente Rodelinda) è un'opera lirica in tre atti di Georg Friedrich Händel, su libretto di Nicola Francesco Haym, rielaborazione e adattamento alle scene londinesi di quello omonimo di Antonio Salvi, andato in scena a Pratolino nel 1710, su musica di Giacomo Antonio Perti.

L'opera debuttò, con gran successo, al King's Theatre di Londra, il 13 febbraio 1725, usufruendo dello stesso eccezionale cast che Händel aveva già utilizzato per l'esecuzione del Tamerlano l'anno precedente.
| Ruolo     | Registro vocale    | Interprete            |
| --------- | ------------------ | --------------------- |
| Rodelinda | soprano            | Francesca Cuzzoni     |
| Bertarido | contralto castrato | Senesino              |
| Grimoaldo | tenore             | Francesco Borosini    |
| Garibaldo | basso              | Giuseppe Maria Boschi |
| Eduige    | contralto          | Anna Vincenza Dotti   |
| Unulfo    | contralto castrato | Andrea Pacini         |

Rodelinda è una delle opere più riuscite di Händel e forse quella più fortunata: il suo primo allestimento ebbe ben 14 rappresentazioni e l'opera fu poi, eccezionalmente, ripresa a Londra per due ulteriori cicli di spettacoli, tra il 1725 e 1731, ed anche ad Amburgo, nel 1734, con i recitativi tradotti in tedesco e le arie in italiano. 
La seconda versione è andata in scena nella ripresa londinese del 18 dicembre 1725 e la terza versione nella ripresa londinese del 4 maggio 1731 con Anna Maria Strada come protagonista ed Annibale Pio Fabri come Grimoaldo.
Caduta quindi in oblio bisecolare tutta la lirica di Händel, toccò proprio a Rodelinda iniziarne la riscoperta con l'allestimento realizzato a Gottinga da Oskar Hagen nel 1920: esso inaugurò l'epopea degli Händel-Festspiele che si è prolungata fin nel XXI secolo.
 Nel 1959 il ruolo del titolo fu sostenuto per la prima volta da Joan Sutherland, e divenne quindi uno dei cavalli di battaglia del soprano australiano. Attualmente conta importanti rappresentazioni, ed è una delle opere di Händel più eseguite.
Nel 1985 ebbe la prima a Rochefort (Nuova Aquitania) diretta da Philippe Herreweghe e nel 1992 al Hopetoun House di Edimburgo per l'Handel at Hopetoun.
Nel 2004 ha avuto la première al Metropolitan Opera House di New York con Renée Fleming e fino al 2011 ha avuto 22 recite.

## Trama
Antefatto
Grimoaldo, aiutato dal duca Garibaldo, ha spodestato Bertarido costringendolo alla fuga, lasciando la moglie Rodelinda a difendere il regno e il figlio Flavio dalle mire dei due usurpatori.
Per ottenere il trono dei Longobardi, Garibaldo consiglia a Grimoaldo di sposare Rodelinda, spezzando così la promessa fatta un tempo ad Eduige. Bertarido torna a Milano, sulla sua (finta) tomba, dove vede la moglie piangerlo; Unulfo gli consiglia di non mettersi troppo in mostra, e i due vedono Garibaldo minacciare Rodelinda di uccidere il figlio se lei non sposerà Grimoaldo. 

Rodelinda dichiara provocatoriamente a Grimoaldo di essere pronta a sposarlo, a patto che egli abbia il coraggio di ucciderne il figlio: per lei sarebbe inconciliabile essere sposa dell'usurpatore e madre del legittimo erede al trono nello stesso tempo. Grimoaldo, di fronte a questa decisione, esita sconvolto. Intanto Eduige e Unulfo fanno incontrare Rodelinda e Bertarido, che però vengono scoperti da Grimoaldo; egli non riconosce Bertarido e li fa rinchiudere accusando Rodelinda di infedeltà. 

I due sono condannati a morte, ma Unulfo scende nella prigione di Bertarido per liberarlo; scambiandolo per Grimoaldo, Bertarido lo ferisce, ma si avvede del proprio errore, e i due fuggono per un sotterraneo. Rodelinda viene portata lì da Eduige, ma vedendo le macchie di sangue per terra, teme che siano di Bertarido e crede che sia morto. Ma lo stesso Bertarido una volta rientrato nel castello salva Grimoaldo dal pugnale di Garibaldo, vero malvagio della vicenda, che viene quindi ucciso dallo stesso Bertarido. Rodelinda si ricongiunge così con lo sposo, e Grimoaldo si ravvede, accettando di sposare Eduige. L'opera si conclude col tripudio generale.

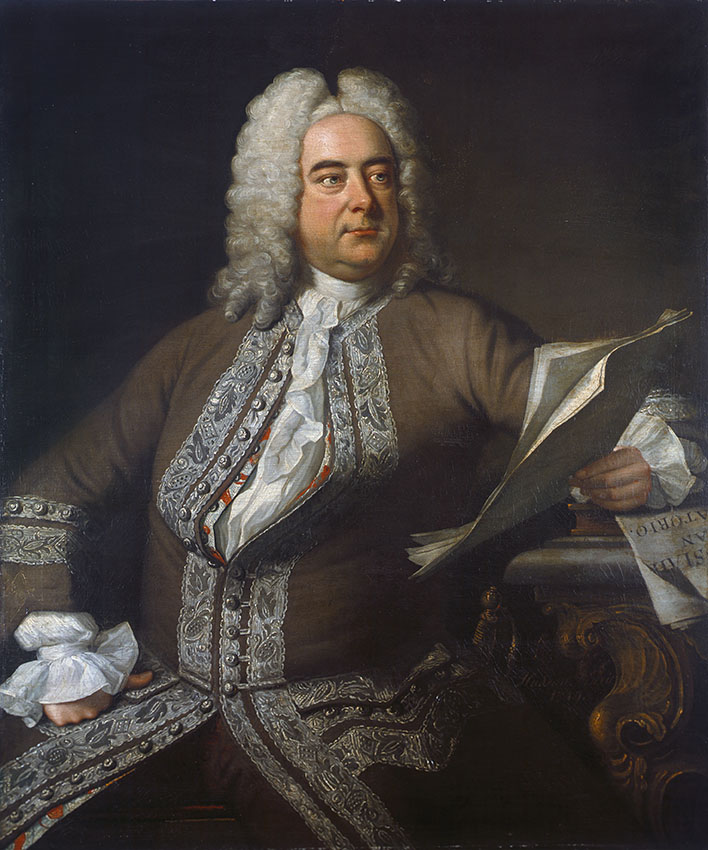
Georg Friedrich Händel

## Brani famosi
- Ho perduto il caro sposo (Rodelinda)
- Lo farò, dirò, spietato (Eduige)
- Di Cupido impiego i vanni (Garibaldo)
- Dove sei, amato bene? (Bertarido)
- Morrai, sì, l'empia tua testa (Rodelinda)
- Prigioniera ho l'alma in pena (Grimoaldo)
- Scacciata dal suo nido (Bertarido)
- Io t'abbraccio (Bertarido-Rodelinda)
- Vivi, tiranno (Bertarido)
- Mio caro bene (Rodelinda)

## Discografia
| Anno | Cast (Rodelinda, Bertarido, Grimoaldo, Garibaldo, Eduige, Unulfo)                                  | Direttore         | Etichetta   |
| ---- | -------------------------------------------------------------------------------------------------- | ----------------- | ----------- |
| 1959 | Joan Sutherland, Margreta Elkins, Alfred Hallet, Raimund Herincx, Janet Baker, Patricia Kern       | Charles Farncombe | Opera D'Oro |
| 1985 | Joan Sutherland, Alicia Nafé, Curtis Rayam, Samuel Ramey, Isobel Buchanan, Huguette Tourangeau     | Richard Bonynge   | Decca       |
| 2004 | Simone Kermes, Marijana Mijanovic, Steve Davislim, Vito Priante, Sonia Prina, Marie-Nicole Lemieux | Alan Curtis       | DG Archiv   |
| 2010 | Sonia Ganassi, Franco Fagioli, Paolo Fanale, Gezym Myshketa, Marina De Liso, Antonio Giovannini    | Diego Fasolis     | Dynamic     |

## DVD & Blu-ray Disc
| Anno | Cast (Rodelinda, Bertarido, Grimoaldo, Garibaldo, Eduige, Unulfo)                                       | Direttore        | Etichetta |
| ---- | --- | ---------------- | --------- |
| 1997 | Anna Caterina Antonacci, Andreas Scholl, Kurt Streit, Umberto Chiummo, Louise Winter, Artur Stefanowicz | William Christie | NVC Arts  |
| 2011 | Renée Fleming, Andreas Scholl, Joseph Kaiser, Shenyang, Stephanie Blythe, Iestyn Davies                 | Harry Bicket     | Decca     |